# ريتشارد هنري دانا الأصغر
ريتشارد هنري دانا (الاصغر) (بالإنجليزية: Richard Henry Dana Jr.)‏ (1 أغسطس 1815 - 6 يناير 1882)، ولدفي كامبردج، ماساتشوستس عام 1815 وكان ابوه كاتبا ذا شهرة واسعة.
في عام 1834 أصيب دانا بالحصبة فأضطر إلى التوقف هن الدراسة ونصحه الأطباء بالذهاب في رحلة بحرية. دامت الرحلة سنتين وغيرت مجرى حياته تماما وقد وصفها بالتدقيق في كتابه الشهير «عامان قبالة الصاري». حين عاد إلى بوسطن أكمل دراسته وأنشأ في عام 1840 مؤسسة لمساعدة المحتاجين من البحارة، فقد عرفهم دانا وعرف كم يحتاجون للمساعدة وحاول دائما أن يلفت نظر الجمهور إلى أوضاعهم المأساوية والمظالم التي ترتكب بحقهم. في 1859 وبعد أن أكمل رحلة حول العالم عينه الرئيس أبراهام لينكولن نائبا عاما عن ولاية ماساشوستس.

## وفاته
في عام 1878 سافر دانا إلى أوروبا كي يعد كتابا عن القانون الدولي وتوفي هناك في روما عام 1882.

## روابط خارجية
- ريتشارد هنري دانا الأصغر على موقع الموسوعة البريطانية (الإنجليزية)
- ريتشارد هنري دانا الأصغر على موقع إن إن دي بي (الإنجليزية)